# Libnotes (Afrolimonia) rhizosema
Libnotes (Afrolimonia) rhizosema is een tweevleugelige uit de familie steltmuggen (Limoniidae). De soort komt voor in het Afrotropisch gebied.